# Sonar przechwytujący
Sonar przechwytujący – rodzaj sonaru pasywnego przeznaczony do przechwytywania z wyprzedzeniem sygnałów wrogiego sonaru aktywnego. Instalowany jest zazwyczaj na szczycie kiosku, w celu umożliwienia przechwytywania emisji akustycznej z każdego kierunku. W nowoczesnych okrętach podwodnych, sonar przechwytujący zastępowany jest modułem w podstawowym systemie sonarowym.